# Палич (город)
Па́лич (серб. Па́лић/Palić) — город в Сербии, в Северно-Бачском округе, в семи километрах от Суботицы. Согласно переписи населения 2011 года, в городе насчитывалось 7771 человек.

## География
В непосредственной близости от Палича находится охраняемая территория природного парка, в котором находится озеро Палич. Это соленое озеро имеет глубину до 2 метров. В период миоцена и плиоцена на его месте находилось Паннонское море.
Город расположен примерно в 13 км от границы с Венгрией.

## Население
В Паличе проживает 6326 совершеннолетних жителей, средний возраст которых 40,8 лет (39,4 года — для мужчин и 42,1 года — для женщин). В городе 2747 домохозяйств, а среднее число членов на одно домохозяйство составляет 2,71 чел.

## Города-побратимы
- Уйсас, Венгрия[1].